# 30 (아델의 음반)
《30》은 영국의 싱어송라이터 아델이 2021년 11월 19일 발매한 네 번째 앨범으로 《25》 이후 약 6년만에 발매한 앨범이다. 아델은 앨범에서 이혼, 모성애, 명성에 대한 이야기를 하였다. 앨범의 주제는 가슴앓이, 수용, 희망이다.
앨범의 장르는 팝, 재즈, 솔 발라드 곡으로, 2018년부터 2020년까지 앨범을 만들었다. 그렉 커스틴, 토바이어스 제시 주니어, 맥스 마틴, 셸백 등과 함께 《30》을 작곡했으며, 이 프로듀서들은 모두 아델의 이전 앨범인 《25》(2015년)를 작업했다. 또한 《30》의 새로운 공동 프로듀서로 루드비그 예란손과 영국 밴드 솔트 (밴드)의 인플로가 추가되었다.
아델은 이전 앨범과 같이 《30》 앨범에서도 앨범의 아트 디렉션과 디자인에 참여하여 크레딧에 이름을 올렸고, 전곡 작사 작곡에 참여하였다.
또한 《30》 앨범의 수록곡 몇 곡을 연주하였다. 5번 트랙 〈Oh My God〉에서 탬버린 연주를, 6번 트랙 〈Can I Get It〉에서는 발 구르기를 하고 박수를 쳤다. 12번 트랙이자 마지막 트랙인 〈Love Is a Game〉에서는 손뼉을 쳤다.
8번 트랙 〈All Night Parking (with Erroll Garner) Interlude〉의 콜라보 아티스트는 1974년 세상을 떠난 미국의 재즈 피아니스트 에롤 가너로, 아델의 정식 앨범의 첫 콜라보 가수로 기록되었다. 아델이 재즈 피아노 선율을 샘플링 했기 때문에 콜라보 가수로 인정된 것이다. 10번 트랙 〈Hold On〉의 코러스는 아델의 친구들이 불렀다. 앨범 크레딧에는 아델의 미친 친구들이라고 재미있게 표현하였다.
2021년 미국, 영국, 전 세계적으로 가장 많이 팔린 앨범으로(순수 판매량) 500만 이상이 판매되어 기네스에 등재되었다.
《30》을 발매하기 직전에 방송한 아델의 미국 컴백쇼  〈Adele One Night Only〉는 2022년 미국 방송계 최고 권위 시상식인 제74회 프라임타임 에미상에서 5개의 부문에 노미네이트 되어 5개 부문 전부 수상했으며, 아델은 프로그램의 총괄 프로듀서로 참여하여 최우수 버라이어티 스페셜(사전 녹화) 부문에서 에미상을 수상하였다. 
2022년 브릿 어워드 시상식에서 올해의 앨범상과, 올해의 노래상, 올해의 아티스트상을 받았다. 이 상을 받음으로써 브릿 어워드 시상식에서 3번 연속으로 올해의 앨범상을 받는 첫 영국 솔로 아티스트가 되었다. 제65회 그래미상(2023년) 올해의 음반상 후보에 올랐으며, 〈Easy on Me〉로 올해의 그래미 최우수 팝 솔로 퍼포먼스 상을 수상하였다.

## 제작
그렉 커스틴, 맥스 마틴, 셸백, 토바이어스 제시 주니어는 모두 아델과 함께 《25》를 작업했고, 스웨덴 작곡가 루드비그 예란손과 런던에 기반을 둔 프로듀서 인플로가 함께 작업한 것으로 확인됐다.
아델의 이전 음반과 비슷하게, 《30》에 사용된 보컬 트랙은 오리지널 데모곡이다.

## 수록곡
| #            | 제목                                   | 작사·작곡                   | 프로듀서              | 재생 시간 |
| ------------ | -------------------------------------- | --------------------------- | --------------------- | --------- |
| 1.           | 〈Strangers by Nature〉                | 아델 루드비그 예란손        | 루드비그 예란손       | 3:02      |
| 2.           | 〈Easy on Me〉                         | 아델 그렉 커스틴            | 커스틴                | 3:44      |
| 3.           | 〈My Little Love〉                     | 아델 그렉 커스틴            | 커스틴                | 6:29      |
| 4.           | 〈Cry Your Heart Out〉                 | 아델 그렉 커스틴            | 커스틴                | 4:15      |
| 5.           | 〈Oh My God〉                          | 아델 그렉 커스틴            | 커스틴                | 3:45      |
| 6.           | 〈Can I Get It〉                       | 아델 맥스 마틴 셸백         | 맥스 마틴 셸백        | 3:30      |
| 7.           | 〈I Drink Wine〉                       | 아델 그렉 커스틴            | 커스틴                | 6:16      |
| 8.           | 〈All Night Parking〉 (with 에롤 가너) | 아델 에롤 가너              | 조이 페코라노 커스틴  | 2:41      |
| 9.           | 〈Woman like Me〉                      | 아델 인플로                 | 인플로                | 5:00      |
| 10.          | 〈Hold On〉                            | 아델 인플로                 | 인플로                | 6:06      |
| 11.          | 〈To Be Loved〉                        | 아델 토바이어스 제시 주니어 | 제시 주니어 숀 에버렛 | 6:43      |
| 12.          | 〈Love Is a Game〉                     | 아델 인플로                 | 인플로                | 6:43      |
| 총 재생 시간 | 총 재생 시간                           | 총 재생 시간                | 총 재생 시간          | 58:15     |

| #   | 제목                                  | 작사·작곡            | 프로듀서        | 재생 시간 |
| --- | ------------------------------------- | -------------------- | --------------- | --------- |
| 13. | 〈Wild Wild West〉                    | 아델 루드비그 예란손 | 루드비그 예란손 |           |
| 14. | 〈Can't Be Together〉                 | 아델 그렉 커스틴     | 커스틴          |           |
| 15. | 〈Easy on Me〉 (with Chris Stapleton) | 아델 그렉 커스틴     | 커스틴          |           |

### 주간 차트
| Chart (2021)                          | Peak position |
| ------------------------------------- | ------------- |
| 오스트레일리아 앨범 (ARIA)            | 1             |
| 오스트리아 앨범 (Ö3 오스트리아)       | 1             |
| 벨기에 앨범 (울트라탑 플랑드르)       | 1             |
| 벨기에 앨범 (울트라탑 왈로니아)       | 2             |
| 캐나디안 앨범 (《빌보드》)            | 1             |
| Croatian Albums (HDU)                 | 1             |
| 체코 앨범 (ČNS IFPI)                  | 2             |
| 덴마크 앨범 (히트리스트)              | 1             |
| 네덜란드 앨범 (메하하르츠)            | 1             |
| 핀란드 앨범 (수오멘 비랄리넨 리스타)  | 1             |
| 프랑스 앨범 (SNEP)                    | 1             |
| 독일 앨범 (Offizielle 탑 100)         | 1             |
| Greek Albums (IFPI)                   | 1             |
| 헝가리 앨범 (MAHASZ)                  | 4             |
| Icelandic Albums (Plötutíðindi)       | 1             |
| 아일랜드 앨범 (OCC)                   | 1             |
| 이탈리아 앨범 (FIMI)                  | 2             |
| 일본 앨범 (오리콘)                    | 5             |
| Japanese Hot Albums (Billboard Japan) | 4             |
| Lithuanian Albums (AGATA)             | 1             |
| 뉴질랜드 앨범 (레코디드 뮤직 NZ)      | 1             |
| 노르웨이 앨범 (VG-리스타)             | 1             |
| 폴란드 앨범 (ZPAV)                    | 1             |
| 포르투갈 앨범 (AFP)                   | 1             |
| 스코틀랜드 앨범 (OCC)                 | 1             |
| Slovak Albums (ČNS IFPI)              | 2             |
| 대한민국 앨범 (가온)                  | 68            |
| 스페인 앨범 (PROMUSICAE)              | 1             |
| 스웨덴 앨범 (스베리예토프리스탄)      | 1             |
| 스위스 앨범 (슈바이처 히트파라데)     | 1             |
| 영국 음반 (OCC)                       | 1             |
| 미국 빌보드 200                       | 1             |

### 연간 차트
| Chart (2021)                                | Position |
| ------------------------------------------- | -------- |
| Australian Albums (ARIA)                    | 2        |
| Austrian Albums (Ö3 Austria)                | 4        |
| Belgian Albums (Ultratop Flanders)          | 2        |
| Belgian Albums (Ultratop Wallonia)          | 6        |
| Danish Albums (Hitlisten)                   | 47       |
| Dutch Albums (Album Top 100)                | 1        |
| French Albums (SNEP)                        | 6        |
| German Albums (Offizielle Top 100)          | 7        |
| Hungarian Albums (MAHASZ)                   | 39       |
| Icelandic Albums (Plötutíðindi)             | 24       |
| Irish Albums (IRMA)                         | 3        |
| Italian Albums (FIMI)                       | 40       |
| New Zealand Albums (RMNZ)                   | 2        |
| Norwegian Albums (VG-lista)                 | 23       |
| Polish Albums (ZPAV)                        | 7        |
| Portuguese Albums (AFP)                     | 3        |
| Spanish Albums (PROMUSICAE)                 | 15       |
| Swedish Albums (Sverigetopplistan)          | 19       |
| Swiss Albums (Schweizer Hitparade)          | 2        |
| UK Albums (OCC)                             | 1        |
| Worldwide Albums (IFPI Global Music Report) | 1        |

## 차트
| Chart (2021)                          | Peak position |
| ------------------------------------- | ------------- |
| 오스트레일리아 앨범 (ARIA)            | 1             |
| 오스트리아 앨범 (Ö3 오스트리아)       | 1             |
| 벨기에 앨범 (울트라탑 플랑드르)       | 1             |
| 벨기에 앨범 (울트라탑 왈로니아)       | 2             |
| 캐나디안 앨범 (《빌보드》)            | 1             |
| Croatian Albums (HDU)                 | 1             |
| 체코 앨범 (ČNS IFPI)                  | 2             |
| 덴마크 앨범 (히트리스트)              | 1             |
| 네덜란드 앨범 (메하하르츠)            | 1             |
| 핀란드 앨범 (수오멘 비랄리넨 리스타)  | 1             |
| 프랑스 앨범 (SNEP)                    | 1             |
| 독일 앨범 (Offizielle 탑 100)         | 1             |
| Greek Albums (IFPI)                   | 1             |
| 헝가리 앨범 (MAHASZ)                  | 4             |
| Icelandic Albums (Plötutíðindi)       | 1             |
| 아일랜드 앨범 (OCC)                   | 1             |
| 이탈리아 앨범 (FIMI)                  | 2             |
| 일본 앨범 (오리콘)                    | 5             |
| Japanese Hot Albums (Billboard Japan) | 4             |
| Lithuanian Albums (AGATA)             | 1             |
| 뉴질랜드 앨범 (레코디드 뮤직 NZ)      | 1             |
| 노르웨이 앨범 (VG-리스타)             | 1             |
| 폴란드 앨범 (ZPAV)                    | 1             |
| 포르투갈 앨범 (AFP)                   | 1             |
| 스코틀랜드 앨범 (OCC)                 | 1             |
| Slovak Albums (ČNS IFPI)              | 2             |
| 대한민국 앨범 (가온)                  | 68            |
| 스페인 앨범 (PROMUSICAE)              | 1             |
| 스웨덴 앨범 (스베리예토프리스탄)      | 1             |
| 스위스 앨범 (슈바이처 히트파라데)     | 1             |
| 영국 음반 (OCC)                       | 1             |
| 미국 빌보드 200                       | 1             |

| Chart (2021)                                | Position |
| ------------------------------------------- | -------- |
| Australian Albums (ARIA)                    | 2        |
| Austrian Albums (Ö3 Austria)                | 4        |
| Belgian Albums (Ultratop Flanders)          | 2        |
| Belgian Albums (Ultratop Wallonia)          | 6        |
| Danish Albums (Hitlisten)                   | 47       |
| Dutch Albums (Album Top 100)                | 1        |
| French Albums (SNEP)                        | 6        |
| German Albums (Offizielle Top 100)          | 7        |
| Hungarian Albums (MAHASZ)                   | 39       |
| Icelandic Albums (Plötutíðindi)             | 24       |
| Irish Albums (IRMA)                         | 3        |
| Italian Albums (FIMI)                       | 40       |
| New Zealand Albums (RMNZ)                   | 2        |
| Norwegian Albums (VG-lista)                 | 23       |
| Polish Albums (ZPAV)                        | 7        |
| Portuguese Albums (AFP)                     | 3        |
| Spanish Albums (PROMUSICAE)                 | 15       |
| Swedish Albums (Sverigetopplistan)          | 19       |
| Swiss Albums (Schweizer Hitparade)          | 2        |
| UK Albums (OCC)                             | 1        |
| Worldwide Albums (IFPI Global Music Report) | 1        |

## 인증 및 판매량
| 국가                               | 인증        | 판매량/출하량 |
| ---------------------------------- | ----------- | ------------- |
| 오스트레일리아 (ARIA)              | 플래티넘    | 70,000        |
| 오스트리아 (IFPI 오스트리아)       | 플래티넘    | 15,000        |
| 캐나다                             | —           | 114,000       |
| Chile (IFPI Chile)                 | 골드        | 3,500         |
| 덴마크 (IFPI Danmark)              | 골드        | 10,000        |
| 프랑스 (SNEP)                      | 2× 플래티넘 | 203,144       |
| 이탈리아 (FIMI)                    | 플래티넘    | 50,000        |
| 뉴질랜드 (RMNZ)                    | 2× 플래티넘 | 30,000        |
| 폴란드 (ZPAV)                      | 2× 플래티넘 | 40,000        |
| 포르투갈 (AFP)                     | 골드        | 7,500^        |
| 스페인 (PROMUSICAE)                | 골드        | 20,000        |
| 스웨덴 (GLF)                       | 골드        | 15,000        |
| 스위스 (IFPI 스위스)               | 골드        | 10,000        |
| 영국 (BPI)                         | 2× 플래티넘 | 600,000       |
| 미국 (RIAA)                        | 3× 플래티넘 | 3,000,000     |
| 요약                               |             |               |
| Worldwide (IFPI)                   | —           | 5,000,000     |
| 판매량+스트리밍을 기반으로 한 인증 |             |               |